# Anna Elżbieta Francuska
Anna Elżbieta, fr. Anne Élisabeth de France (ur. 18 listopada 1662 w Luwrze (Paryż), zm. 30 grudnia 1662 tamże) – francuska królewna (Madame), drugie dziecko i pierwsza córka Ludwika XIV i jego żony Marii Teresy.

## Życiorys
Urodziła się w Luwrze w Paryżu, ponad pół wieku po narodzinach poprzedniej królewny francuskiej Henrietty Marii. Chrzest królewny, nazywanej Madame, odbył się 27 grudnia 1662 prawdopodobnie w Luwrze, a do chrztu trzymali ją babka królowa Francji Anna Austriaczka i stryj, książę orleański Filip I Burbon. Zmarła po zaledwie miesiącu życia na zapalenie płuc. O narodzinach, chrzcie i śmierci królewny donosiła najstarsza gazeta francuska La Gazette. 
Anna Elżbieta została pochowana 31 grudnia 1662 w kaplicy królewskiej w bazylice w Saint-Denis. Serce królewny zostało zabalsamowane i włożone do ołowianego wazonu, który został następnie umieszczony w sercu z pozłacanego srebra zwieńczonym koroną fleur-de-lis. Królowa Anna Austriaczka osobiście złożyła serce wnuczki w kaplicy św. Anny w kościele Val-de-Grâce w Paryżu. Było ono pierwszym sercem pochowanym w kaplicy, która zgodnie z intencją królowej Anny miała stać się miejscem pochówku serc członków dynastii Burbonów. Grób Anny Elżbiety w bazylice w Saint-Denis był jednym z wielu grobów członków dynastii Burbonów, który został sprofanowany w czasie rewolucji francuskiej na polecenie Konwentu Narodowego. Do ekshumacji i zbezczeszczenia zwłok królewny doszło 16 października 1793. 19 stycznia 1817 szczątki przedstawicieli francuskich rodów królewskich zostały odnalezione i pochowane w krypcie bazyliki w pięciu trumnach, ponieważ nie udało się ich zidentyfikować.
W 1670 francuski malarz Jean Nocret upamiętnił Annę Elżbietę i jej młodszą siostrę Marię Annę, która również zmarła niedługo po narodzinach, umieszczając ich portret na obrazie przedstawiającym króla Ludwika XIV jako Apollina w otoczeniu rodziny.